# Tunnel van Remouchamps
De tunnel van Remouchamps is een spoortunnel in Sougné-Remouchamps, een deelgemeente van Aywaille. De tunnel heeft een lengte van 618 meter en is daarmee de langste tunnel op de spoorlijn 42. De enkelsporige spoorlijn 42 gaat door deze tunnel.
De tunnel kwam in dienst op 20 januari 1885 en heeft een van de oudste tunnelportalen van de spoorlijn 42. De tunnelportalen zijn opgetrokken in natuursteen en bevinden zich nog steeds in prima staat. Het tunnelportaal kant Nonceveux werd gebouwd in 1882.